# Fshat Memaliaj
Fshat Memaliaj je obec v okresu Gjirokastër, kraji Gjirokastër, jižní Albánii.